# Europarlamentari pentru Lituania 2004-2009
Această listă este o listă a membrilor Parlamentul European for Lituania in the 2004 to 2009 sesiunea, aranjați după nume. Vezi Parlamentul European election, 2004 (Lituania) for election results.
- Laima Liucija Andrikienė, Homeland Union (Lituanian Conservatives) (Partidul Popular European)
- Šarūnas Birutis, Labour Party (Alianța Liberalilor și Democraților pentru Europa)
- Danutė Budreikaitė, Labour Party (Alianța Liberalilor și Democraților pentru Europa)
- Arūnas Degutis, Labour Party (Alianța Liberalilor și Democraților pentru Europa)
- Jolanta Dičkutė, Labour Party (Alianța Liberalilor și Democraților pentru Europa)
- Gintaras Didžiokas, Lituanian Peasant Popular Union (Uniunea pentru Europa Națiunilor)
- Eugenijus Gentvilas, Liberal and Centre Union (Alianța Liberalilor și Democraților pentru Europa)
- Ona Juknevičienė, Labour Party (Alianța Liberalilor și Democraților pentru Europa)
- Vytautas Landsbergis, Homeland Union (Lituanian Conservatives) (Partidul Popular European)
- Justas Vincas Paleckis, Social Democratic Party of Lituania (Partidul Socialiștilor Europeni)
- Rolandas Pavilionis, Order and Justice (Uniunea pentru Europa Națiunilor)
- Aloyzas Sakalas, Social Democratic Party of Lituania (Partidul Socialiștilor Europeni)
- Margarita Starkevičiūtė, Liberal and Centre Union (Alianța Liberalilor și Democraților pentru Europa)

*2004